# فيلا الطيور
فيلا الطيور هي المتحف المفتوح الوحيد للفسيفساء في مصر وهي من آثار الإسكندرية، تعود الفيلا إلى القرن الأول الميلادي.

## تأريخ الفيلا
تعود الفيلا إلى القرن الأول الميلادي تقريبًا عصر الإمبراطور هادريان (117-138م) وظل هذا المنزل مستخدمًا حتي العصر البيزنطي من الفترة 450م حتي 550م.

## الاكتشاف
تُعتبر هذه الفيلا واحدة من أقدم الفلل الرومانية التي عثر عليها بحالة شبه جيدة في منطقة كوم الدكة المنطقة التي كانت تسمى بتل كوم الدكة أو تل البانيون أو تل كوم الديماس أو كما سماه الجغرافي استرابون بيلفيدير "Belvedere" في عام 1952م صدر قرار جمهوري لإزالة هذا التل الصناعي والاستفادة من المساحة الناجمة عن إزالته في إعمار المدينة الحديثة، استمرت أعمال الحفائر الأثرية حتي عام 1981م وكُشِفَ عن العديد من الآثار وكانت من أهم هذه المكتشفات فيلا الطيور التي اكتُشِفَت عام 1998م التي تعتبر من أهم اجزاء الحي السكني الذي كان يقع في منطقة كوم الدكة، امتلئ هذا الحي السكني بالسكان وعرف منازل منذ الفترة البطلمية المتأخرة مرورًا بالفترات الرومانية حتى الفترة البيزنطية وتعتبر فيلا الطيور خير مثال للمباني السكنية التي عثر عليها في مدينة الإسكندرية من العصر الروماني.

## افتتاح الفيلا
افتتح وزير الثقافة والأمين العام للمجلس الأعلي للآثار متحفًا يضم أرضيات منزل كبير «فيلا» وذلك في عام 2000م.

## الوصف
تضم فيلا الطيور مجموعة أرضيات تصور في معظمها مناظر لطيور من مختلف الأشكال ولذلك أطلق عليها اسم «فيلا الطيور» وتشبه هذه الأرضيات مثيلاتها في منازل بومبي بإيطاليا.
تتكون الفيلا من فناء يؤدي إلى غرفة الطعام وهذه الغرفة تؤدي إلى ثلاث غرف كما يوجد حمام صغير في الجناح الشرقي وهذا يؤكد لنا أن هذا المبني كان بمثابة مسكن، تتميز جميع الهياكل الباقية برباط استثنائي من كتل كبيرة من الحجر الجيري والتي تم بناؤها على طراز أوبوس كوادراتوم (Opus quadratum)، عُثِر على شقفات من أمفورا داخل الفيلا استُخدِمَت كأوعية لتخزين السوائل والنبيذ، أما أرضية الفناء فهي مغطاة بطبقة من الفسيفساء. وهي مصنوعة على طراز أوبوس سيكتايل (Opus sectile) والحدود مصنوعة على طراز أوبوس تيسيلاتم (Opus tessellatum) وتصور عليها الأشكال الهندسية.

## أشكال الفسيفساء المتواجدة في الفيلا

### فسيفساء الغرفة الأولى
عبارة عن أرضية من فسيفساء متوسطة الحجم يصور عليها وردة باللون الأسود وهذه الوردة منقوشة بداخل دائرة كبيرة -أي تحتل مركز الدائرة- والدائرة المحاطة بمربع كبير مكون من شرائح ثلاثية سوداء على خلفية بيضاء تعتبر هذه الزخرفة -الوردة داخل دائرة والدائرة محاطة بمربع- من أكثر الزخارف شيوعًا الموجودة على أرضيات الفسيفساء الرومانية من مصر.
يرجع تاريخها إلى 133م وحُدِّدَ هذا التاريخ عن طريق العملة التي عُثِر عليها أسفل هذه الأرضية التي تعود إلى عصر هادريان.

### فسيفساء الغرفة الثانية
عبارة عن أرضية من فسيفساء مزخرفة بأشكال هندسية مصور عليها في الطرف الشرقي للغرفة أنواعًا من الطيور المختلفة: السمان، الببغاء، دجاجة الماء الأرجوانية، البط، الطاووس والحمام" بألوان مختلفة على خلفية بيضاء.

### فسيفساء الغرفة الثالثة
تعتبر الفسيفساء الأقدم في الفيلا ويعود تاريخها إلى 100م.
عبارة عن أرضية من الفسيفساء متعددة الألوان تتكون من مربع مركزي يحيط به أشكال هندسية ذات لون حيوي أما المربع المركزي فيأخذ أشكال الدوائر المقسمة حيث يبدأ بلفيفة من ورق الأكانثوس الموجودة في وسط الجانب الشرقي من اللوحة، وبداخل كل حلقة توجد براعم زهور زرقاء وحمراء إضافية ورمان وأوراق لبلاب في اللفائف، أما الزخرفة النباتية مصنوعة من قطع صغيرة من أربعة ألوان رئيسية، وفي المنتصف يوجد مربع كبير به صورة لنمر يتجه إلى اليمين وذلك لوجود عنصرين صغيرين يظهران بجوار أقدام النمر وهما بقايا قرون لحيوان آخر.
تعرضت هذه الفيلا في القرن الثالث الميلادي لحريق تهدمت على إثره وأُنشِئت بعض المباني الأخرى على أنقاضها مما ساهم في الحفاظ على أرضيات الفيلا -الفسيفساء- حيث اكتُشِف سطح الفسيفساء على عمق حوالي 11م تقريبًا.

## أشكال الفسيفساء التي عُثر عليها في نفس موقع الفيلا

### لوحة صالة الطعام
تعتبر صالة (غرفة) الطعام من أهم الغرف في تخطيط المنزل الروماني حيث كان يتباهي بها صاحب المنزل أمام ضيوفة وهي تعود لفترة متأخرة، كُشِفَ عنها أثناء الكشف عن لوحة النمر حيث كانت توجد أعلاها، وهي عبارة عن أشكال هندسية باللون الأبيض والأسود مصنوعة بطريقة أوبوس سيكتايل.

### لوحة غرفة الاستقبال
كُشِفَ عنها عام 1993م تقريبًا ولكنها وُضِعت بالمخازن وبُدِءَ في ترميمها عام 2015م وعُرِضَت بالفيلا عام 2017م تقريبًا، وهي عبارة عن لوحة فسيفساء تتكون من ثلاثة أجزاء: الجزء السفلي عبارة عن كلمة باللغة اليونانية تعني مرحبًا، أما الجزء الأوسط عبارة عن أشكال هندسية مختلفة بألوان مختلفة، ثم شكل الصليب مصور بشكل ضفيرة «شكل زخرفي شاع استخدامه وانتشر في الولايات الرومانية الغربية» أما الجزء الثالث فهو اللوحة المركزية الوسطي مصور عليها رجل ملتحي يرتدي عباءة وممسك بكأس من الشراب -يُعتقد أنه الإله ديونيسوس-.

### لوحة اللوتس
عبارة عن لوحة من الفسيفساء تتكون من ستة لوحات سداسية الشكل مصور عليها أنواع مختلفة من زهرة اللوتس محاطة بإطار دائري.

## سبب التسمية
سميت بهذا الاسم نسبةً لمجموعة الأرضيات التي تصور في معظمها مناظر لطيور من مختلف الأشكال ولذلك أطلق عليها اسم «فيلا الطيور»، وتشبه هذه الارضيات مثيلاتها في منازل بومبي بإيطاليا.

## معرض الصور

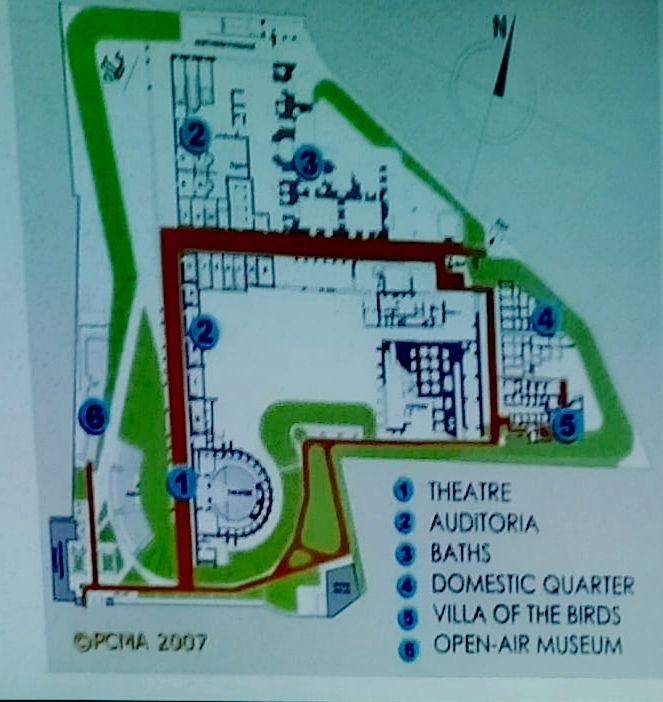
مخطط منطقة كوم الدكة.
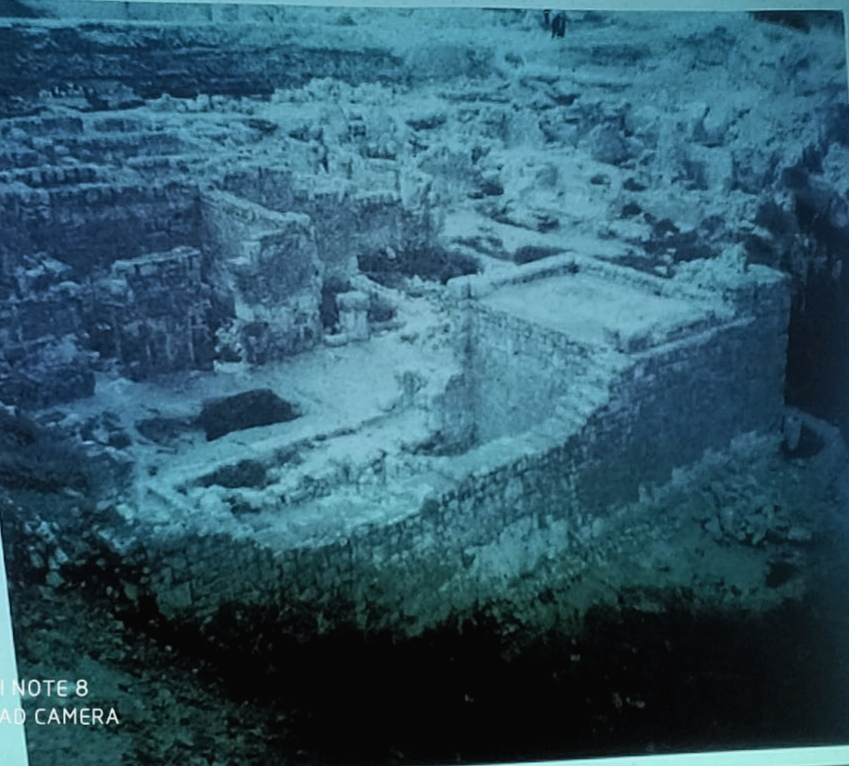
شكل فيلا الطيور وقت الاستكشاف.
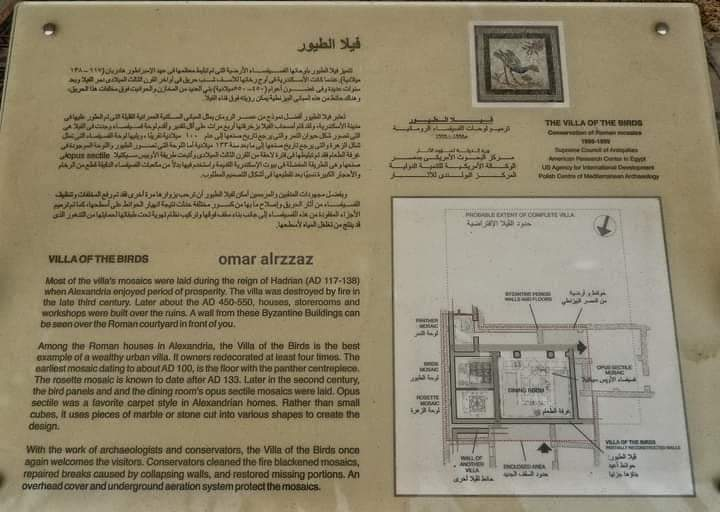
لوحة تعريفية لفيلا الطيور.
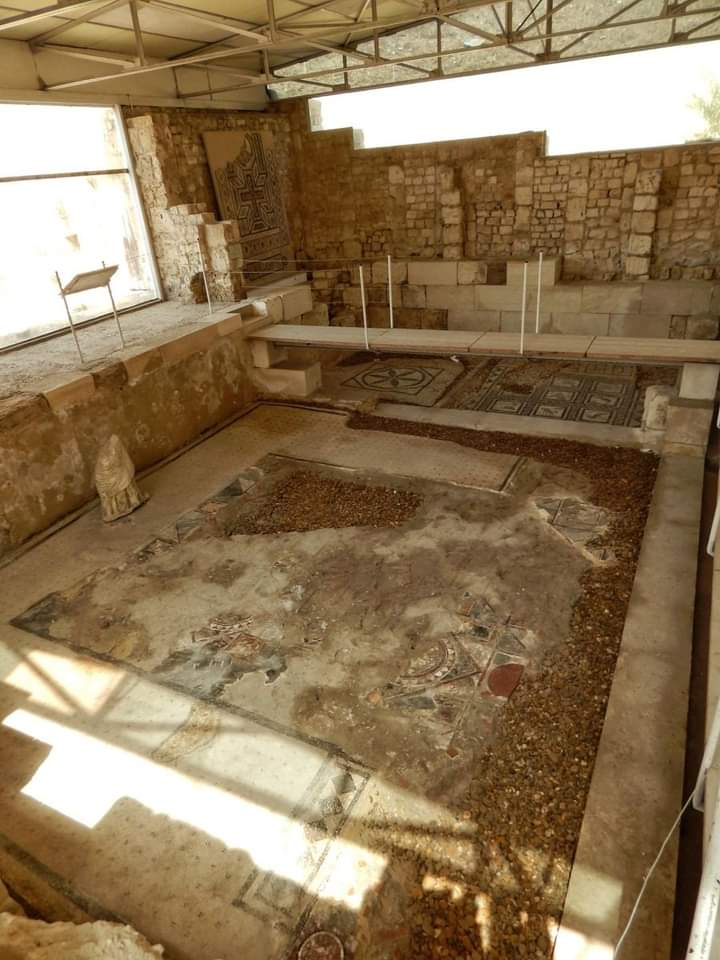
فيلا الطيور في الوقت الحالي.
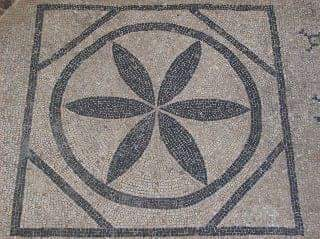
فسيفساء الغرفة الأولى.
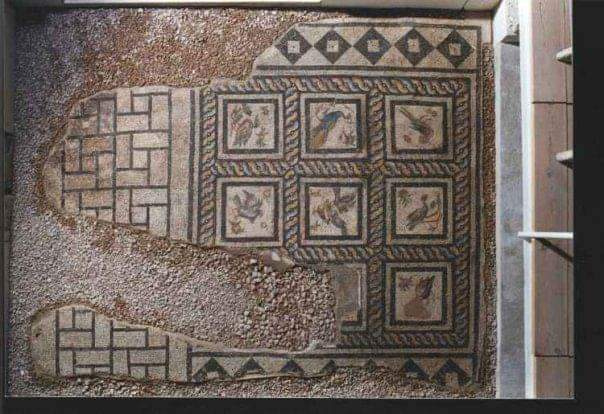
فسيفساء الغرفة الثانية.
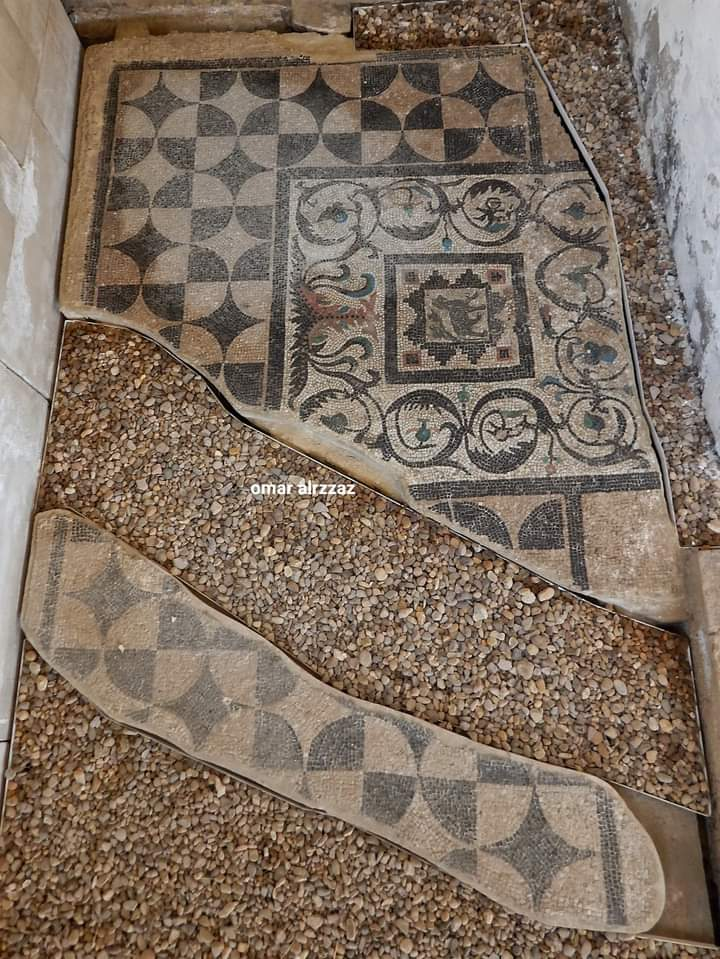
فسيفساء الغرفة الثالثة "لوحة النمر".
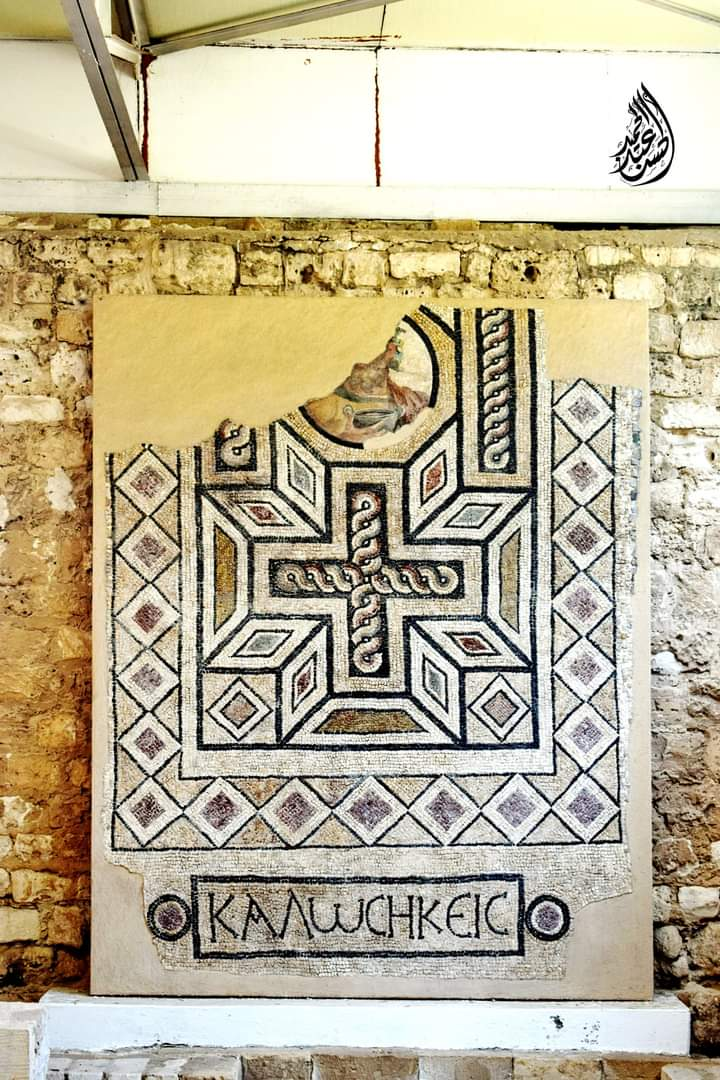
لوحة غرفة الاستقبال.
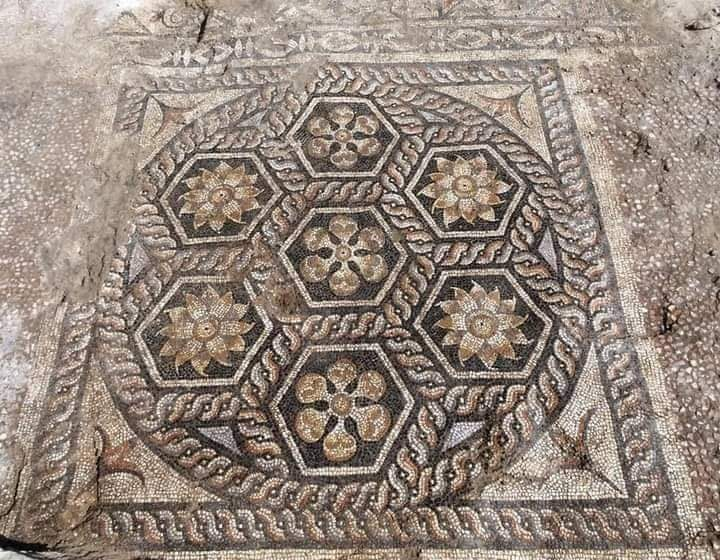
لوحة اللوتس.